# Азиатские игры в помещениях 2011
4-е Азиатские игры в помещениях планировалось, в соответствии с решением встречи Национальных олимпийских комитетов Олимпийского совета Азии 16 апреля 2007 года в Кувейте, провести в 2011 году в столице Катара городе Доха.
В июне 2008 года Олимпийский комитет Катара официально отказался от приёма в Дохе в 2011 году 4-х Азиатских игр в помещениях. В письме, посланным НОК Катара в Олимпийский совет Азии, говорилось:
Национальный олимпийский комитет Катара вынужден сообщить, что Катар не сможет принять в 2011 году в Дохе 4-е Азиатские игры в помещениях из-за непредвиденных затруднений, и потому официально отказывается от заинтересованности в их проведении.
В сложившихся обстоятельствах Олимпийский совет Азии принял решение, что Азиатские игры в помещениях 2009 года будут последними Азиатскими играми в помещениях. Было решено объединить Азиатские игры в помещениях и Азиатские игры по боевым искусствам в единое состязание — Азиатские игры по боевым искусствам и состязаниям в помещениях. Первые Игры нового формата должны были состояться в Дохе (Катар) в 2013 году, однако затем были перенесены в Инчхон, Республика Корея.